# Michel Portal

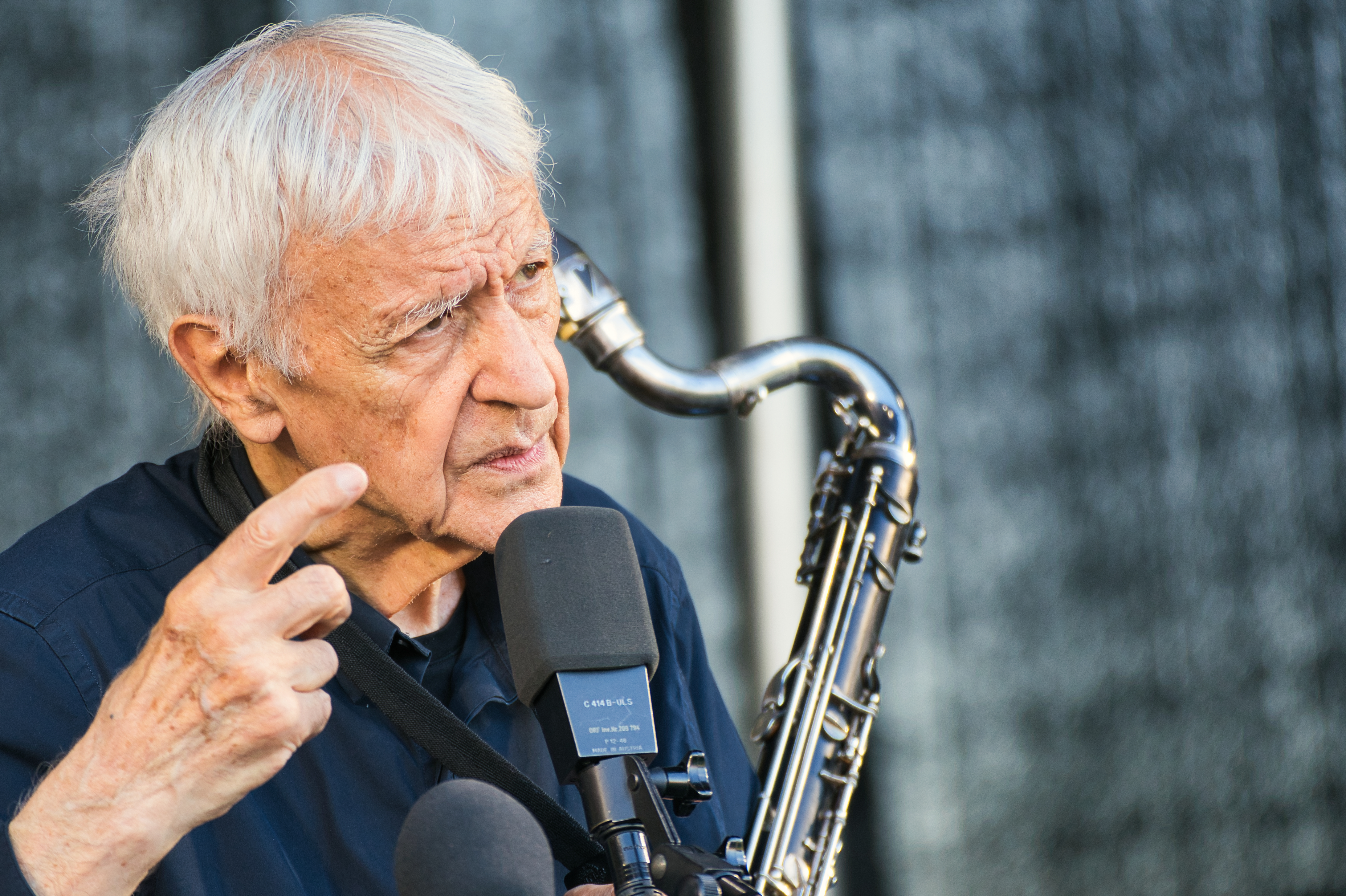
Michel Portal auf dem INNtöne Jazzfestival 2021

Michel Portal (* 27. November 1935 in Bayonne) ist ein französischer Musiker und Komponist, der Klarinette, Bassklarinette, diverse Saxophone und Bandoneon spielt. Als „Allroundmusiker, der auf vielen stilistischen Hochzeiten tanzt“ (Ekkehard Jost), tritt er sowohl im Jazz als auch als klassischer Solist sowie mit Ensembles der Neuen Musik hervor. Als Bassklarinettist  setzte er wichtige stilistische und technische Impulse.

## Leben und Wirken

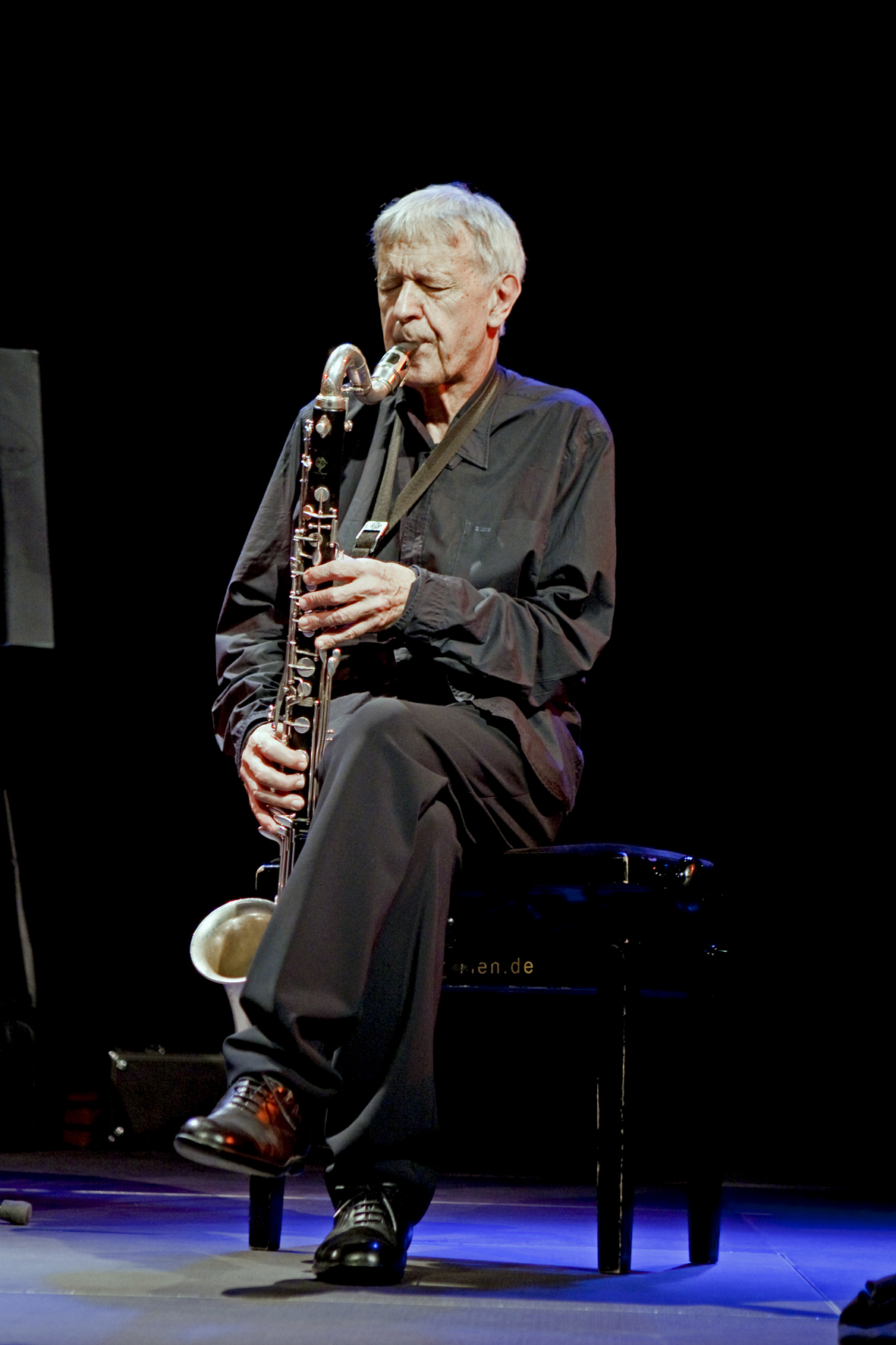
Michel Portal im Dortmunder Domicil, März 2010

Portal, der mit baskischer Folklore (sein Großvater leitete eine Blaskapelle) aufwuchs, lernte ab dem sechsten Lebensjahr Klarinette. Während der Schulzeit begeisterte er sich für Jazz, absolvierte aber eine klassische Ausbildung als Klarinettist. Sein Instrumentalstudium am Pariser Konservatorium schloss er mit einem ersten Preis im Jahre 1958 ab. Portal engagierte sich zu Beginn seiner musikalischen Karriere für die Klassische Musik und für die zeitgenössische europäische Konzertmusik. Von 1967 an war er Mitglied des Ensembles Musique Vivante (u. a. wegweisende Interpretationen von Luciano Berio, Pierre Boulez und Karlheinz Stockhausen).
Daneben widmete er sich u. a. als Begleiter von Édith Piaf auch der populären Musik. Angestoßen durch ein Konzert Dizzy Gillespies vertiefte er ab Mitte der 1960er Jahre seine Jazzvorliebe; er spielte Bassklarinette und Altsaxophon bei u. a. Jef Gilson, François Tusques, Jean-Luc Ponty und André Hodeir. Später kam noch das Bandoneon hinzu (erstmals zu hören in Mauricio Kagels Exotica). Seit Anfang der 1970er Jahre war er einer der profilierten Vertreter des französischen Free Jazz. Mit dem Komponisten und Posaunisten Vinko Globokar, Jean-Pierre Drouet und Carlos Roqué Alsina war er Mitbegründer des Improvisationsquartetts New Phonic Art.
Portal erweiterte durch internationale musikalische Kontakte sein musikalisches Verständnis. So setzte er seine in den 1960ern begonnene Kooperation mit Joachim Kühn fort, spielte daneben mit Musikern wie Anthony Braxton, Jack DeJohnette, Daniel Humair, Barre Phillips, John Surman, Bernard Lubat, Dave Liebman, Nguyên Lê, Sylvain Luc (Joko, 2006) oder Vernon Reid. In Duos kooperierte er mit dem Akkordeonisten Richard Galliano und dem Pianisten Martial Solal bzw. seit 2009 mit Yaron Herman.
Seit 1975 schrieb Michel Portal zudem zahlreiche Filmmusiken und ist weiterhin als Interpret der Neuen Musik und klassischer Klarinettenkonzerte aktiv.

## Preise und Auszeichnungen
- 1959 Conservatoire Supérieur de Paris
- 1963 Concours International de Genève et du Jubilé Suisse
- 1968 Prix Django Reinhardt.
- 1983 Grand Prix International de la Musique

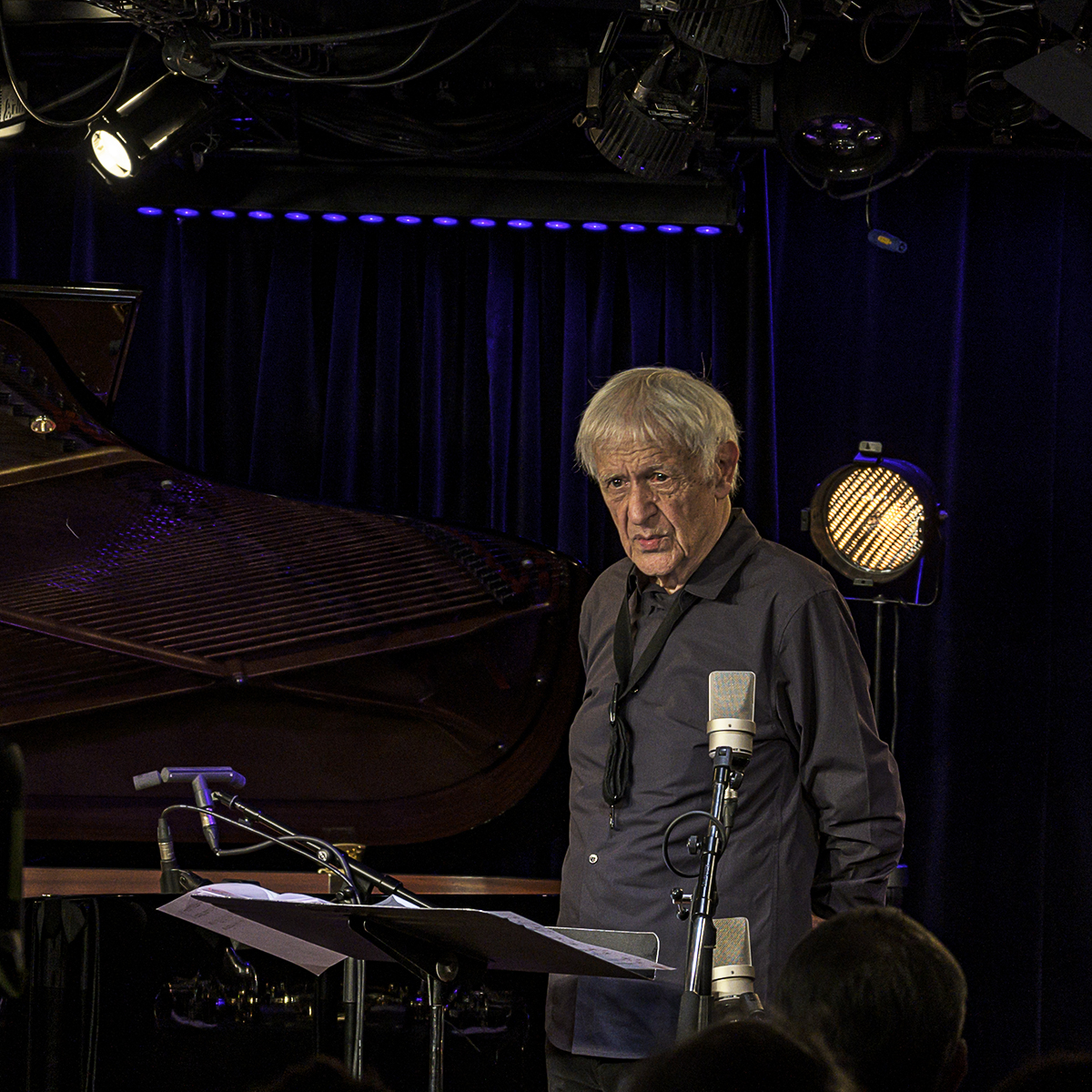
Michel Portal im Jazzclub Le Trition, Paris, November 2019

## Diskographische Hinweise
- 1966 André Hodeir: Anna Livia Plurabelle
- 1969 Our Meanings and Our Feelings; Karlheinz Stockhausen: Aus den sieben Tagen
- 1970 Alan Silva and the Celestrial Communication Orchestra: Seasons; Mauricio Kagel: Exotica
- 1971 Splendid Yzlment; New Phonic Art
- 1972 Michel Portal Unit: A Chateauvallon – No, No But It May Be (mit Bernard Vitet, Beb Guérin, Léon Francioli, Pierre Favre, Tamia)
- 1974/81 L'ombre rouge (mit Louis Sclavis, Christian Escoudé, Joseph Dejean, Claude Barthélémy, Daniel Humair u. a.)
- 1976 Chateauvallon '76 (mit Léon Francioli, Beb Guérin, Bernard Lubat)
- 1979 Dejarmé Solo (solo)
- 1987 Turbulence (mit Harry Pepl, Andy Emler, André Cecarelli u. a.); Men's Land
- 1988 Portal/Kühn/Humair/Solal/Jenny-Clark/Ducret: 9-11 P.M. Town Hall (nur auf drei Titeln)
- 1991/92 Any Way
- 1994/95 Musiques de Cinemas (mit Juan José Mosalini, Doudou N’Diaye Rose, Ralph Towner u. a.)
- 1995 Michel Portal – Richard Galliano: Live
- 1997 Dockings (mit Markus Stockhausen, Bojan Z, Bruno Chevillon, Steve Swallow, Joey Baron)
- 2000 Michel Portal/Steven Kent/Mino Cinelu: Burundi
- 2001/02 Minneapolis We Insist!
- 2004 Michel Portal – Richard Galliano: Concerts
- 2006 Birdwatcher (mit Airto, Tony Hymas, Tony Malaby, François Moutin u. a.)
- 2017 Michel Portal & Quatuor Ebene:  Eternal Stories (mit Richard Héry, Xavier Tribolet, Streichquartett Quatuor Ébène)
- 2021 MP85 (mit Nils Wogram, Bojan Z, Bruno Chevillon, Lander Gyselinck)[2]

## Filmografie
- 1970: Hoa-Binh
- 1979: Die geheimnisvolle Sekte (Écoute voir…)
- 1979: Die Hunde (Les chiens)
- 1979: Verhängnisvolle Freundschaft (L'adoption)
- 1980: Ein Blatt Liebe (Un page d'Amour)
- 1981: Geheimaktion Marseille (L'ombre rouge)
- 1982: Die Wiederkehr des Martin Guerre (Le retour de Martin Guerre)
- 1984: Der große Deal (L'ennemi public n° 2)
- 1986: Max mon amour
- 1987: Das Licht (Yeelen)
- 1987: Der Mönch und die Hexe (Le moine et la sorcière)
- 1988: Der schwarze Milan (Milan noir)
- 1988: Eine Geschichte über den Wind (Une histoire de vent)
- 1988: Gefangene (Prisonnières)
- 1988: Natalia
- 1988: Mord-Skizzen (En toute innocence)
- 1989: Der Zug aus Wien (Le train de Vienne)
- 1989: Wilde Kinder (Les enfants de desordre)
- 1989: Die toten Fische
- 1989: Inspektor Lavardin: Der Teufel in der Stadt (Le diable en ville)
- 1990: Der schwarze Engel (Angels)
- 1990: Aventure de Catherine C.
- 1990: Dr. Petiot
- 1992 Angst (La peur)
- 1992 Casanovas Rückkehr (Le retour de Casanova)
- 1992: Die Neue (Poulets à l'amende)
- 1993: Morgen (Pour demain)
- 1994: Die Maschine (La machine)
- 1994: Eugénie Grandet
- 1996: Der schöne Sommer (Le bel été 1914)
- 1997: Buud Yam
- 1998: Monsieur Mobbing (De gré ou de force)
- 1998: Die Alptraumnacht (Un fait divers)
- 1999: C’est quoi la vie?
- 2000: Der ungebetene Gast (La dette)
- 2000: Aïe
- 2000: Passionnément
- 2002: Ein langer Weg in die Freiheit (L’enfant des lumières)
- 2002: Alles wegen Benjamin! (À cause d’un garçon)
- 2003: Ein Kind unserer Zeit (Un fils de notre temps)
- 2005: Die Fabrik brennt (Jusqu’au bout)
- 2006: Im Bann der Südsee (Les aventuriers des mers du Sud)
- 2010: Nylons und Zigaretten (Cigarettes et bas nylon)

## Zitate
„(Auf die Frage, was für ihn der Unterschied zwischen Jazz und Neuer Musik sei:) „Wenn ich Neue Musik spiele, wohne ich in einem guten Hotel.““

„Ich will kein Stan Getz sein, der sich drei Sklaven nimmt, damit sie ihn – natürlich sehr gut – begleiten. Ich will Musik mit Typen machen, die sich verstehen, die spielen.“

„Jazz bietet mir die einzige Möglichkeit, frei zu sein, zu schweben, zu träumen.“

## Lexigraphische Einträge
- Wolf Kampmann (Hrsg.), unter Mitarbeit von Ekkehard Jost: Reclams Jazzlexikon. Reclam, Stuttgart 2003, ISBN 3-15-010528-5.
- Martin Kunzler: Jazz-Lexikon. Band 2: M–Z. (= rororo-Sachbuch. Band 16513). 2. Auflage. Rowohlt, Reinbek bei Hamburg 2004, ISBN 3-499-16513-9.
- Ian Carr, Digby Fairweather, Brian Priestley: Rough Guide Jazz. Der ultimative Führer zum Jazz. 1800 Bands und Künstler von den Anfängen bis heute. 2., erweiterte und aktualisierte Auflage. Metzler, Stuttgart/Weimar 2004, ISBN 3-476-01892-X, S. 547.